# ViewVC

ViewVC (autrefois ViewCVS) est un logiciel Open source qui permet de visualiser un dépôt CVS ou SVN via un navigateur web.